# Уметничка група Облик
Уметничка група Облик била је једна од најзначајнијих удружења уметника у Југославији између два светска рата. Основана је 1926. године у Београду (Правила групе су донета на седници од 8. новембра 1930. године а Министарство унутрашњих послова их је потврдило 20. јул 1932. године.) и постојала је до 1939. Заговарала је модернизам у тадашњој уметности и окупила је бројне српске и југословенске ствараоце у разним областима од сликарства и вајарства до архитектуре. Чланови Групе били су из Србије, Босне, Црне Горе, Хрватске, Македоније и Словеније. Први пут Група је излагала на Шестој југословенској уметничкој изложби у Новом Саду 1927. године, а прву самосталну изложбу одржала је у Павиљону 'Цвијета Зузорић' 1929. Група је излагала у Београду 1929, 1931, 1932, 1933, 1938-1939. године, Сплиту 1930, Скопљу 1930. и 1937, Сарајеву и Бањој Луци 1931, Загребу и Љубљани 1933, Софији, Пловдиву и Прагу 1934, и Солуну 1937.
Оснивачи Уметничке групе Облик били су сликари Бранко Поповић, председник, Петар Добровић, Јован Бијелић, Сава Шумановић, Вељко Станојевић, Мило Милуновић и Марино Тартаља, те вајари Тома Росандић, Сретен Стојановић и Петар Палавичини. Одмах по оснивању, Групи су пришли Зора Петровић, Милан Коњовић, Коста Хакман, Стојан Аралица, Иван Радовић, Игњат Јоб, Михаило С. Петров, Никола Бешевић и Мате Радмиловић. Од архитеката, у Групи су били Никола Добровић а после распуштања Групе архитеката модерног правца 1934. године, прикључили су се Драгиша Брашован, Милан Злоковић, Бранислав Којић и Јан Дубови. У разним периодима чланови Групе, између осталих, били су и Ђорђе Андрејевић Кун, Марко Челебоновић, Ристо Стијовић, Миленко Шербан, Светислав Страла.
Уметничка група Облик је у процесу осавремењивања ликовног израза истицала тежњу ка 'упоредном кретању српске и целокупне југословенске уметности са актуелним европским уметничким токовима'. Били су поборници слободе уметничког стварања, личног израза аутора и аутономије ликовне естетике. То је била Група савремено опредељених стваралаца који су се бескомпромисно залагали за актуелне светске уметничке тенденције градећи на тај начин највише и највредније домете српске и југословенске Модерне између два светска рата.